# Hvideruslands Helt
Hvideruslands Helt (hviderussisk: Герой Беларусi tr. Heroj Belarusi) er en hviderussisk orden. Udmærkelsen blev indstiftet 13. april 1995 af Hvideruslands Øverste Sovjet. Den som hædres med ærestitlen modtager samtidig et synligt tegn på dette. Æresbevisningen tildeles af Hvideruslands præsident. Den er Hvideruslands fornemste udmærkelse og er hidtil kun tildelt ti personer.
Æresbevisningen Hvideruslands Helt har udmærkelsen Sovjetunionens Helt som forbillede.

## Insignier
Den som hædres med titlen Hvideruslands Helt modtager samtidig et ordenstegn i form af en mangesidet femtakket stjerne ophængt i et bånd delt i rødt og grønt. Farverne i båndet er at finde i Hvideruslands flag. Ordenstegnet er direkte baseret på det som fulgte med æresbevisningen Sovjetunionens Helt.